# おるちゅばんエビちゅ
『おるちゅばんエビちゅ』は、伊藤理佐による日本の4コマ漫画作品、および同作を原作としたアニメ作品。1990年から主婦と生活社の『ギガ/Shan』で連載が開始された。その後、双葉社の『アクションピザッツ』に移動、2007年9月19日号にて最終回を迎えた。単行本は主婦と生活社時代の作品も含め、『ぱあふぇくと版 おるちゅばんエビちゅ』として全15巻が出版されている。表面上は、ハムスターを主人公とするかわいらしいタッチの作品にしか見えないが、全編に渡って明け透けな性表現が行われている。
『漫画アクション』（双葉社）にて、続編の『おるちゅばんエビちゅ ちゅ〜』が2018年16号から2022年19号まで連載。

## 内容
主人公はエビちゅ。ハムスターの雌。独身OLであるご主人ちゃまが1030円（1000円 + 消費税が30円。連載開始当初の日本における消費税額は3%だった。1999年制作のアニメ版では当時の日本における消費税額である5%にあわせて1050円に変更されている）で購入し、アパートで一緒に暮らしている。ご主人ちゃまの恋人はかいしょなちというサラリーマン。物語が進行して同棲するようになる。この三者の日々の生活が、物語の基本構造になっている。愛らしいキャラクターが、性的な下ネタを連呼する。特にまんこに関連する下ネタが多い。

## 登場人物

### メインキャラクター
エビちゅ（エビス）
声 - 三石琴乃
主人公、万能家政婦。ご主人ちゃまに1030円（アニメでは1050円）で買われた雌のハムスター。人語を話すことができる（ご主人ちゃまを始めとする周りの人間たちはエビちゅが喋ることについて言及したことはない）。ご主人ちゃまの幸せを願っているが、いつも余計なことを言っては殴られている。言葉遣いは基本的に丁寧だが、下ネタが大好きで常に汚い単語や放送禁止用語を連呼する。「さ」を「ちゃ」、「し」を「ち」と発音するなど、さ行を喋ることができない描写がある。仕事はおるちゅばん（お留守番）。ほとんど家事全般をこなしている。一人称は「エビちゅ」。好物はカマンベールチーズ、ラムレーズンアイス、ガムシロップ。名前の由来は、サッポロビールの「ヱビスビール」から。なお作中ではほとんどエビちゅで通っているが、本名はエビスである。
続編でも引き続き登場しているが、前作から10年程度は年数が経っているため、ハムスターの寿命を大幅に超えて生きていることになる。
ご主人ちゃま（ご主人様）
声 - 富沢美智恵
エビちゅの飼い主。本名不明。28歳（物語の序盤ではもう少し若い設定。アニメでは25歳）のOL。かいしょなちに浮気されてはケンカしているが、毎回SEXで仲直りしている。普段はコンタクトをしているが、眼鏡も持っており、兼用している描写もある。第15話よりスリーサイズは、B88・W58・H83らしい。身長は作者と同じでもある。ロングヘアーにパーマをかけている。汚い物が苦手らしくエビちゅが脱糞した時は激しく恐怖していた。
続編ではかいしょなちと結婚しているが、かいしょなちがインポになってしまったためセックスレスになっている。また、髪型もショートヘアーに変化している。
かいしょなち（甲斐性なし）
声 - 関智一
ご主人ちゃまと同居している恋人。本名不明。趣味は浮気とパチンコという、その名の通り「甲斐性なし」で、ご主人ちゃまのサイフから金を抜き取ったりすることもしばしば。何度しないと誓っても浮気してはエビちゅにバレるのを繰り返しているものの、一応ご主人ちゃまのことは大切に思っている。遅漏ぎみらしく、最近髪が薄くなってきたことを気にしている。
続編ではご主人ちゃまと結婚しているが、産まれた娘が可愛くて、天使のような女の子（女性）にいやらしいことができなくなったというキモい理由でインポになってしまう。
マァくん
声 - 岩田光央
ご主人ちゃまたちの友達。エビちゅを「エビちゃん」と呼んで異常なほど愛しており、エビちゅのことを想うと奇声を上げたり、エビという言葉が絡んで鼻血を出したり、エビちゅの行動を木の上から双眼鏡で見守る描写がある。なお人間の恋人（声 - 天野由梨）もおり、結婚を前提とした交際をしていたものの、物語の進行にともなってほとんど登場しなくなっている。
花畑さん
声 - 荒木香衣
ご主人ちゃまの友達。本名は「渡辺さん」。ご主人ちゃまの親切で良い友達だが、非常に無邪気な人物。料理など家事が得意で、病気になったご主人ちゃまを助けにきてくれたこともあった。頭に「花」が咲いているような能天気さから、えびちゅからは「花畑さん」と呼ばれている。職場の上司との不倫がよく描写される。アニメでは口が全く動いていない。

### アニメ未登場キャラクター
大家さん（二代目）
現在ご主人ちゃまたちが住んでいるアパートの大家さん。過去にいろいろあったらしく、未亡人。
お隣ちゃま（親子）
アパートの隣の部屋の住人。現在服役中の夫を娘とともに待っている。娘の名前は「幸子（ゆきこ）」。妻の方は良家の出身でもあるらしく、やたら躾がキッチリしている。
お隣ちゃま（デブ）
アパートの隣の部屋の住人。太っている。ダイエットに挑戦しているようだが、ケーキをホールで食べたりするために、いまだに効果はない。
ポポちゃん
大家さん（二代目）の飼っているインコ。「オマエだけ豚肉」「死ねっ」「ザマーミロッ」など、大家の発言と思われる言葉を喋る。

### その他のキャラクター
大家さん（初代）
かつてご主人ちゃまが住んでいたアパートの大家。穏やかな人柄。小動物であるエビちゅをペット（禁止対象）とは思っていないらしい。
お隣ちゃま（新婚さん、姓は「小林」）
かつてご主人ちゃまが住んでいたアパートに引っ越してきた。若くして（年男・年女）結婚して幸せな様子。
ご主人ちゃまの母
娘が心配でご主人ちゃまの家にやってきた。九州弁を喋り、親バカな性格。娘同様によくエビちゅに鉄拳制裁をする。
どぶ吉くん
エビちゅの親友のドブネズミ。同じネズミでありながら、ペットとしてのステータスを持つハムスターに憧れを抱いている。
タヌキオ
エビちゅが迷子旅の途中で出会ったタヌキ。ウソをつくとキンタマが伸びてしまう。
オナニーに悩む女性
声 - 山崎和佳奈
番外編の「EBICHUMAN」に登場。
ケンジ
声 - 小野坂昌也
番外編の「EBICHUMAN 2」に登場。ヨシコとの性行為に満足ができないでいたがエビちゅマンの助言によって「いやらしい思い」芽生えさせられ勃起してヨシコと満足に性行為できるようになった。
ヨシコ
ケンジの彼女。
強盗
ご主人ちゃまの家に乗り込んだ強盗。下着泥棒の常習犯。エビちゅから「皮かぶり」「童貞」などの悪口を言われたが全て当たっていた。エビちゅからクイズを出され本当の答えを知りながら（乗り込んだ警官も本当の答えを知ってて強盗が答案するのを待っていた）わざと「マントヒヒ」と間違った答えを言い不正解になりすぐに逮捕される。エビちゅから同情や激励で本当の答えを教えられ満足しながら連行されていった。
直人
声 - 神宮司弥生
「EBICHUMAN 3」に登場した赤子。
社長
「EBICHUMAN 3」に登場した会社社長。武術を習っており筋肉質な体をしている。どれだけ努力しても陰茎だけは無反応だということに嘆いていたが、エビちゅマンによる助言で満足できるようになった。

## アニメ
1999年、ガイナックスでCS放送用アニメ兼OVAとして『アニメ愛のあわあわアワー』が制作された。
本作の他、青木光恵著『小梅ちゃんが行く!!』および寺島令子著『愛の若草山物語』を元に数分の短編アニメを作り、これを4本束ねて1話にするという変則的な構成のアニメで、本作は全12回24話が制作された。会話の中に登場する一部の単語は放送では銃声の自主規制音で修正されたが、LDやDVDでは無修正で収録されている。

### スタッフ
- 企画 - 庵野秀明 / GAINAX
- 原作 - 伊藤理佐
- 構成シナリオ - 北条千夏、吉村元希
- キャラクターデザイン・総作画監督 - 大橋幸子
- 美術監督 - 三浦智
- 色彩設計 - 関根栄子
- 撮影監督 - 川田敏寛
- 監督 - 森脇まこと
- 原画 - 大橋幸子、大隈孝晴、尾鷲英俊 他
- 動画検査 - 原佳寿美
- 動画 - スタジオウォンバット、スタジオブーメラン
- デジタル彩色、撮影 - T.D.I、ライトフット
- 背景 - デザインオフィス・メカマン
- 色指定 - 関根栄子、井上喜代美
- 特殊効果 - 前川孝
- 制作担当 - 川口徹
- 制作進行 - 溝上猛、花田真一
- 番組アイキャッチイラスト - 水玉螢之丞
- 録音 - 蝦名恭範
- 録音助手 - 亀田未々有
- 効果 - 小山秀雄
- 編集 - 鈴木真理亜
- EED - 高橋聡
- アニメーション制作 - グループ・タック
- アニメーション制作協力 - あにまる屋、スタジオれんげ
- 音響制作 - マジックカプセル
- 音響監督 - 明田川仁
- 音楽 - 南鳥山六丁目プロダクション
- アドバイザー - 菅真理子
- プロデューサー - 武田康廣、中山花世、加計晃、森尻和明、川人憲治郎
- アシスタントプロデューサー - 福良啓
- 製作 - GAINAX、パイオニアLDC、グループ・タック

### 主題歌
「なんだかな」
作詞 - 伊藤理佐 / 作曲・編曲 - 南烏山六丁目プロダクション / 歌 - エビちゅ（三石琴乃）
「くもくもがけにこんまたけやふ」
作詞・作曲・編曲・歌 - 南烏山六丁目プロダクション

### 各話リスト
サブタイトルは、三石琴乃が読み上げる。
| 回 | 話数 | サブタイトル                      | 絵コンテ   | 演出       |
| -- | ---- | --------------------------------- | ---------- | ---------- |
| 1  | 1    | ご主人ちゃまとかいしょなち でちゅ | 森脇真琴   | 湖山禎崇   |
| 1  | 2    | かいしょなちとご主人ちゃま でちゅ | 森脇真琴   | 湖山禎崇   |
| 2  | 3    | 春なのに でちゅ                   | 池端隆史   | 中島弘明   |
| 2  | 4    | マァくん、ドッキン でちゅ         | 池端隆史   | 中島弘明   |
| 3  | 5    | かまんべーる事件 でちゅ           | 青木佐恵子 | 青木佐恵子 |
| 3  | 6    | エビちゅ病気になった でちゅ       | 青木佐恵子 | 青木佐恵子 |
| 4  | 7    | ご主人ちゃまがカゼ でちゅ         | 湖山禎崇   | 湖山禎崇   |
| 4  | 8    | EBICHUMAN 1                       | 湖山禎崇   | 湖山禎崇   |
| 5  | 9    | エビちゅ発情する でちゅ           | 中島弘明   | 中島弘明   |
| 5  | 10   | マァくん、ををを〜! でちゅ        | 中島弘明   | 中島弘明   |
| 6  | 11   | 男なんてシャボン玉… でちゅ        | 政木伸一   | 政木伸一   |
| 6  | 12   | 虫歯もココロもズキズキ でちゅ     | 政木伸一   | 政木伸一   |
| 7  | 13   | お母ちゃまがきた でちゅ           | 高林久弥   | 中島弘明   |
| 7  | 14   | マァくん、をををををを〜! でちゅ  | 湖山禎崇   | 中島弘明   |
| 8  | 15   | うみに行く でちゅ                 | 湖山禎崇   | 湖山禎崇   |
| 8  | 16   | EBICHUMAN 2                       | 湖山禎崇   | 湖山禎崇   |
| 9  | 17   | しあわせの毛がはえた でちゅ       | 池端隆史   | 中島弘明   |
| 9  | 18   | マァくん、ドックン! でちゅ        | 池端隆史   | 中島弘明   |
| 10 | 19   | 新婚さんがやってきた でちゅ       | 政木伸一   | 政木伸一   |
| 10 | 20   | どろぼうが入った でちゅ           | 政木伸一   | 政木伸一   |
| 11 | 21   | 新婚さんとお買いもの でちゅ       | 青木佐恵子 | 湖山禎崇   |
| 11 | 22   | EBICHUMAN 3                       | 湖山禎崇   | 湖山禎崇   |
| 12 | 23   | やっぱりま●●がま●●が… でちゅ      | 政木伸一   | 政木伸一   |
| 12 | 24   | のんでもいいの でちゅ             | 森脇真琴   | 森脇真琴   |

### 放送局
- ディレクTV
  - 放送期間：1999年8月1日 - 10月1日

### レーザーディスク
- アニメ 愛のあわあわアワー LD BOX（LD4枚組）

### DVD
- アニメ 愛のあわあわアワー 1発目（収録：第1話 - 第6話）
- アニメ 愛のあわあわアワー 2発目（収録：第7話 - 第12話）
- アニメ 愛のあわあわアワー 3発目（収録：第13話 - 第18話）
- アニメ 愛のあわあわアワー 4発目（収録：第19話 - 第24話）

## その他
- GAINAXが制作したアニメ『新世紀エヴァンゲリオン』のTV版第9話では、葛城ミサト（声優はエビちゅを演じた三石琴乃）が愛飲するのはYEBISUビールならぬYEBICHUビールとなっており、ラベルにもえびすではなくエビちゅが印刷されている。
- シャープ製モバイルツールZaurusの一機種、MI-P10Sに電子コミックのサンプルとして収録されている。
- 2016年ごろから、韓国でリバイバルブームが起こり、多くのキャラクター商品が発売され、各地でポップアップストアが展開された[1][2]。その後、2016年7月から2017年4月にかけてウェブトゥーン版が連載された。
- 2019年11月6日配信の「【ゲスト：三石琴乃】第54回矢尾一樹の出張!!矢尾ちゃんの部屋（前半無料）」ではファンから三石に本作の思い出話の質問が当てられ、三石が放送禁止用語を伏せながらも本作がどういう作品か鮮明に紹介した。なお、矢尾一樹はこの時点では本作を知らなかったようである。
- 「おねだり！声優フェス」の動画では、関が本作のタイトル名もキャラクター名も鮮明に紹介しており、放送禁止用語に関しては関の口が「YouTubeでもダメ!!」というテロップで隠され銃声の自主規制音で伏せられ台詞の字幕がモザイク処理された。そのことには本作を初めて知った武内駿輔も「ひどい！」と発言していた。また、本作をよく知る世界は「令和のこの時代にこの作品の名前が出るとは思わなかった」とコメントした[3]。
- 主婦と生活社の『ね〜ね〜』の1996年5月号にて表紙を飾った。
- その他、ガイドブックの『ハムスター飼い方BOOK』（ISBN 978-4575291063）や、絵本の『もぐもぐごっくん!!』（ISBN 978-4391118766）などが展開されていた。